# Karl Roll
Karl Roll (* 27. Oktober 1850 in Salzburg; † 26. Juni 1934 ebenda) war ein österreichischer Jurist und Numismatiker.

## Leben
Karl Roll, Sohn des k.k. Hauptmanns Karl Roll (1814–1862) und dessen Ehefrau Therese (Tochter des Salzburger Großhändlers Franz Anton Schaffner), studierte Jus in Wien, München und Innsbruck. Nach der Richteramtsprüfung 1879 war er bis 1904, dem Eintritt in den Ruhestand, in verschiedenen Städten im Gerichtsdienst tätig, wonach er nach Salzburg zurückkehrte. 
Roll hatte bereits seit seiner Jugendzeit Interesse an der Salzburger Numismatik. Seine damals begonnene Sammlung gehörte später, um 1900, zu den bedeutendsten Münzsammlungen des Landes Salzburg. 
Im Ruhestand mit konsequenter Münzforschung beginnend, verfasste Karl Roll zwischen 1907 und 1934 ca. 100 Aufsätze numismatischen und historischen Inhalts, wovon sich der Großteil mit der Salzburger Münzgeschichte beschäftigte. Schwerpunkt seiner Forschungen war die Zeit von Leonhard von Keutschach bis zum Ende der Salzburger Münzstätte im Jahre 1810. 36 der Aufsätze sind 1989 im Selbstverlag des Vereins Freunde der Salzburger Geschichte unter dem Titel Ausgewählte Aufsätze des Salzburger Numismatikers Karl Roll (1850–1934), herausgegeben von Peter F. Kramml und Günther Rohrer, erschienen. 
Um 1928 wurde in zwei Bänden Rolls bedeutendste, unter Mitwirkung von Max Bernhart (Hauptkonservator am Münzkabinett München) entstandene Monografie verlegt: Die Münzen und Medaillen des Erzstiftes Salzburg. 
Karl Roll war seit 1879 mit Marie Rauscher, Tochter des Salzburger Stadtbaumeisters und Architekten Vinzenz Rauscher, verheiratet. Die Ehe blieb kinderlos.
Oberlandesgerichtsrat Karl Roll verstarb nach fast zweijährigem Siechtum am 26. Juni 1934 in seinem Geburtshaus, Waagplatz 2, und wurde in der Gruft seiner Ahnen im Friedhof von St. Peter zur Ruhe bestattet. 

## Publikationen (online)
- Die erzstiftlich-salzburgischen Militär- und Zivil-Verdienst-Medaillen. In: Mitteilungen der Gesellschaft für Salzburger Landeskunde, Jahrgang 1909, (Band XLIX), S. 147–174 (online bei ANNO).
- Die Salzburger Münzmerkung vom Jahre 1681. In: Mitteilungen der Gesellschaft für Salzburger Landeskunde, Jahrgang 1910, (Band L), S. 231–284, Beilage Hauptteil (online bei ANNO).
- Eine Salzburger Hochzeit im Jahre 1581. In: Mitteilungen der Gesellschaft für Salzburger Landeskunde, Jahrgang 1912, (Band LII), S. 161–180 (online bei ANNO).
- Die Medaillen-Stempel-Sammlung des Benediktiner-Stiftes St. Peter in Salzburg. Ein Beitrag zur Geschichte der Weihepfennige. In: Mitteilungen der Gesellschaft für Salzburger Landeskunde, Jahrgang 1914, (Band LIV), S. 167–262 (online bei ANNO).
- Über das Ansehen der Salzburger Münzstätte. In: Mitteilungen der Gesellschaft für Salzburger Landeskunde, Jahrgang 1923, (Band LXIII), S. 61–66 (online bei ANNO).